# Siphocampylus odontosepalus
Siphocampylus odontosepalus är en klockväxtart som beskrevs av Wilhelm Vatke. Siphocampylus odontosepalus ingår i släktet Siphocampylus och familjen klockväxter. Inga underarter finns listade i Catalogue of Life.